# Brickellia orizabaensis
Brickellia orizabaensis là một loài thực vật có hoa trong họ Cúc. Loài này được (B.L.Rob. & Greenm.) Klatt mô tả khoa học đầu tiên năm 1894.